# Norfolk Record Society
La Norfolk Record Society è una società editoriale britannica fondata nel 1930. Si occupa della pubblicazione di studi sulla storia locale del Norfolk.
Ogni anno si impegna a pubblicare la trascrizione di un manoscritto composto tra il XII e il XX secolo.

## Risorse della Norfolk Record Society
La società conserva una vasta collezione di documenti storici che sono depositati al Norfolk Record Office al centro di archiviazione di Norwich.